# Plotpoint
Een plotpoint is een tijdstip in de plot van een film, toneelstuk of boek waarin het verhaal een belangrijke wending neemt. Onder invloed van het werk van Syd Field, de goeroe van het scenarioschrijven, wordt scenaristen vaak aangeraden twee plotpoints te 'planten' in het verhaal: één aan het einde van de eerste act (plotpoint 1) en één aan het einde van de tweede act (plotpoint 2). Plotpoints dienen om er spanning in te brengen en om het verhaal een impuls te geven naar de volgende act.

## De klassieke plot

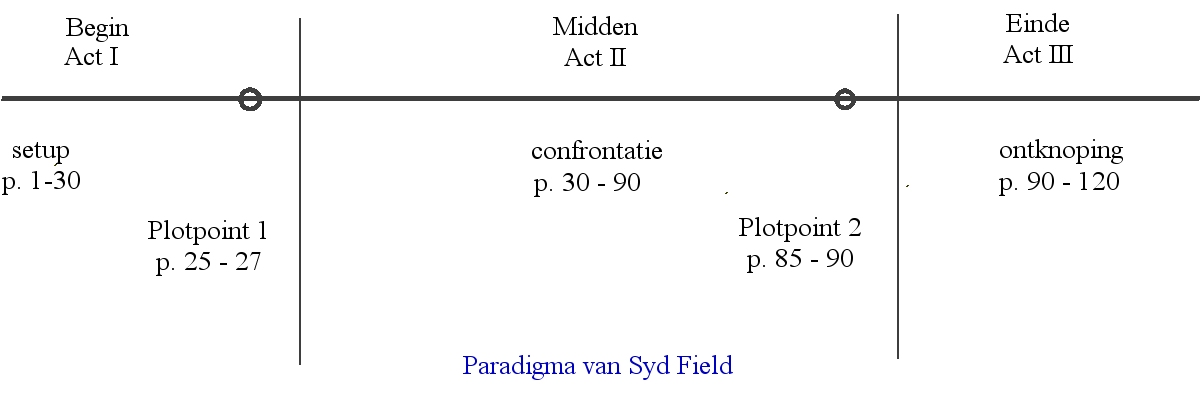
Drie-actstructuur naar Syd Field.

Bij het schrijven en het evalueren van scenarios in drie delen wordt de drie-actstructuur een model volgens de Amerikaanse scenarist Syd Field gebruikt met een begin (setup), een midden (confrontatie) en een einde (ontknoping). In het verloop van verhalen kunnen vaak een aantal fasen min of meer worden herkend, zoals de expositie, de intriges, de climax en de ontknoping. Een verhaal met twee plotpoints (wendingen in het verhaal) past in de klassieke drie-actstructuur (setup-confrontatie-oplossing). Dit is een manier waarop de meeste westerse films, toneelstukken en boeken in elkaar steken.
1. Expositie: Introductie van plaats, tijd en personages uit het verhaal (ook wel setting genoemd).
  - Plotpoint 1
2. Verwikkelingen: De weg van plotpoint 1 naar plotpoint 2. Deze weg gaat met vallen en opstaan. Maar meestal is het een stijgende lijn naar de climax (plotpoint 2).
  - Plotpoint 2
3. Afloop

## Plotpoint 1
Bij films vindt plotpoint 1, in een scenario van 120 pagina's, ongeveer na 25 pagina's (of evenveel minuten in filmtijd) in act 1 plaats. Eigenlijk is plotpoint 1 het punt waarop een gebeurtenis plaatsvindt die het normale dagelijkse leven van de personages overhoop gooit.

## Plotpoint 2
Plotpoint 2 vindt plaats aan het einde van de tweede act (in een script van 120 pagina's ongeveer op pagina 90). Plotpoint 2 vindt dus meestal in de laatste 30 minuten van de film plaats. Daarna volgt act 3, een eenheid van ca. 30 pagina's in het scenario, die de oplossing van het conflict brengt.

## Voorbeelden

### Plotpoint 1
Zo heeft in de film An Unmarried Woman de vrouw, gespeeld door Jill Clayburgh, een leuk leventje en een gelukkig huwelijk, tot op pagina 25 van het script haar man op straat in tranen uitbarst en bekent dat hij een andere vrouw heeft ontmoet en wil scheiden: plotpoint 1.
Tweede voorbeeld: de film The Godfather: De familie Corleone leidt haar dagelijkse criminele leven. Totdat Sollozzo op het toneel verschijnt; dat gebeurt na de beruchte scène met het bloedende paardenhoofd in bed, omstreeks de 30e minuut van de film (plotpoint 1). Sollozzo doet de familie een voorstel om mee in de profijtelijke drugstrafiek te stappen. Vito Corleone gaat daar niet in. Hierna neemt de film een andere wending. Vito Corleone wordt beschoten, een maffiaoorlog dreigt en de Corleones doen er alles aan om de strubbelingen in hun eigen voordeel te beslechten. Op het moment dat Sollozzo zijn voorstel doet, zijn we aan plotpoint 1 gekomen. Hetgeen zich vóór plotpoint 1 bevindt, geeft de kijker een inleiding (expositie) op de film, door het dagelijks leven van de Corleones te laten zien.

### Plotpoint 2
Voorbeeld is weer The Godfather.
Een beslissende nieuwe wending krijgt de film vanaf omstreeks de 85e minuut (plotpoint 2) wanneer Michael Corleone de corrupte Ierse politieagent samen met Sollozzo neerschiet in het Italiaans restaurant. Dit betekent het begin van de maffiaoorlog; Michael moet onderduiken in Sicilië.

## Midpoint en pinch
De 'vader' van de scenariotheorie, Syd Field, voegt daar nog enkele belangrijke punten/tijdstippen aan toe die het verhaal in een bepaalde fase verder moeten stuwen. Volgens hem is ook het precieze midden van het verhaal, het midpoint, betekenisvol. Het bevindt zich midden in act 2, de act van de 'confrontatie'. Hij kwam dit punt op het spoor, naar eigen zeggen, toen hem begon op te vallen dat in een aantal sterke films er vaak 'iets gebeurde' op pagina 60 (van een script van 120 p.) Hij voegde ook twee pinches toe, een scène die op pagina 45 de actie stuwt naar het midpunt, en een pinch op pagina 75 waar volgens hem best een scène geplaatst wordt die de actie leidt naar plotpoint 2.

### Voorbeeld
Een voorbeeld uit Syd Fields 'Workbook': in de film Body Heat zegt Matty Walker op pagina 45 van het script aan Racine dat ze wenste dat haar man dood was; daarop start een verhaal van lust, intrige en moord. Pinch 2 komt overeen met pagina 75, en daar worden de brillenglazen van de vermoorde gevonden, waarna een politieonderzoek volgt, en dat leidt tot plotpoint 2.
| Fase | Omschrijving | Drie-act- structuur               |
| ---- | --- | --------------------------------- |
| 1.   | De expositie, inleiding van het conflict. Soms wordt de gehele tekst van een verhaal voorafgegaan door een proloog. | Begin: Setup, Plotpoint 1         |
| 2.   | De intriges in de verhaallijnen, verwikkelingen, complicaties, toenemend samenhangende handelingen en gebeurtenissen, proces van verslechtering. | Begin: Setup, Plotpoint 1         |
| 3.   | De climax, conflict, verandering in de handelingen en gebeurtenissen, toestand van gebrek. Bij een cliffhanger eindigt het verhaal op een moment waarop de spanning het grootst is, en waarbij niet duidelijk is hoe het verder afloopt. | Midden: Confrontatie, Plotpoint 2 |
| 4.   | De ontknoping, wending, oplossing, proces van verbetering. Deus ex machina is een onverwachte of bovennatuurlijke ontknoping van een verhaal. | Einde: Ontknoping                 |
| 5.   | Een bevredigende toestand. Catharsis betekent een "emotionele zuivering" en beschrijft een extreme verandering in emotie die optreedt bij een personage en bij de lezer als gevolg van sterke gevoelens zoals verdriet, angst, medelijden, of zelfs gelach. Soms wordt een verhaal afgesloten met een epiloog. Het is de tegenhanger van een proloog. | Einde: Ontknoping                 |